# Adrien Devyver
Adrien Devyver, né le 14 septembre 1980, est un journaliste belge ayant principalement travaillé pour la RTBF comme animateur de télévision.

## Biographie
Après avoir étudié le journalisme à l'UCL jusqu'en 2007, Adrien Devyver devient pigiste pour Vers l'Avenir et RTL.
Il présente ensuite les bulletins d'information sur Radio Contact.
En 2008, il travaille pour le magazine Indices, toujours sur RTL-TVI.
En septembre 2008, il intègre l'équipe de l'émission télévisée pour enfants Les Niouzz sur la RTBF.
Après un passage de deux mois au journal télévisé de la RTBF, il coanime avec Joëlle Scoriels le magazine féminin Sans Chichis sur La Deux entre septembre 2009 et septembre 2013.
Fin 2011, il est choisi par la RTBF pour coprésenter l'émission The Voice Belgique, aux côtés de Maureen Louys. En juin 2012, il coanime avec Élodie de Sélys le retour de Génies en herbe, sur La Deux sous le nom de Génies en Web. Ensuite c'est Sandrine Scourneau qui prend le relais en 2013.
Depuis décembre 2012, il anime la partie « internet » de l'émission 69 minutes Sans Chichis, diffusée un jeudi sur deux sur La Deux.
De  septembre 2013 à mai 2016, il coanime également l'émission Un gars, un chef sur la Deux en compagnie de Gerald Watelet. En décembre 2013, il coanime avec Sandrine Scourneau l’événement Viva for life en direct sur La Deux et sur le web, ce qu'il réitérera en 2014 en compagnie de Anne-Laure Macq.
Depuis octobre 2015, il coanime l'émission d'humour Le Grand Cactus avec Jérôme de Warzée, en prime-time sur La Deux, un jeudi sur deux.
De septembre 2016 à mai 2017, il anime une émission sur la Deux, Vis ta Mine, consacrée à la santé et au bien-être, en compagnie de Gwenaëlle Dekegeleer, Julien Kaibeck et Alexandra Hubin, notamment. Depuis mai 2017, il anime une émission intitulée 20 h 02 en compagnie de Bénédicte Deprez. Cette émission d'une vingtaine de minutes traite de ce qui a fait le buzz sur les réseaux sociaux et de ce qui est intéressant à découvrir sur internet.

## Théâtre
- 2025 - Tornade, basé sur son livre[6]

## Livres
- 2020 - On m'appelle la tornade
- 2025 - Moi, Papa.

## Vie privée
En juillet 2015, il épouse Julie Denayer, journaliste de RTL-TVI. Ils se séparent en juillet 2025.